# Quassel IRC

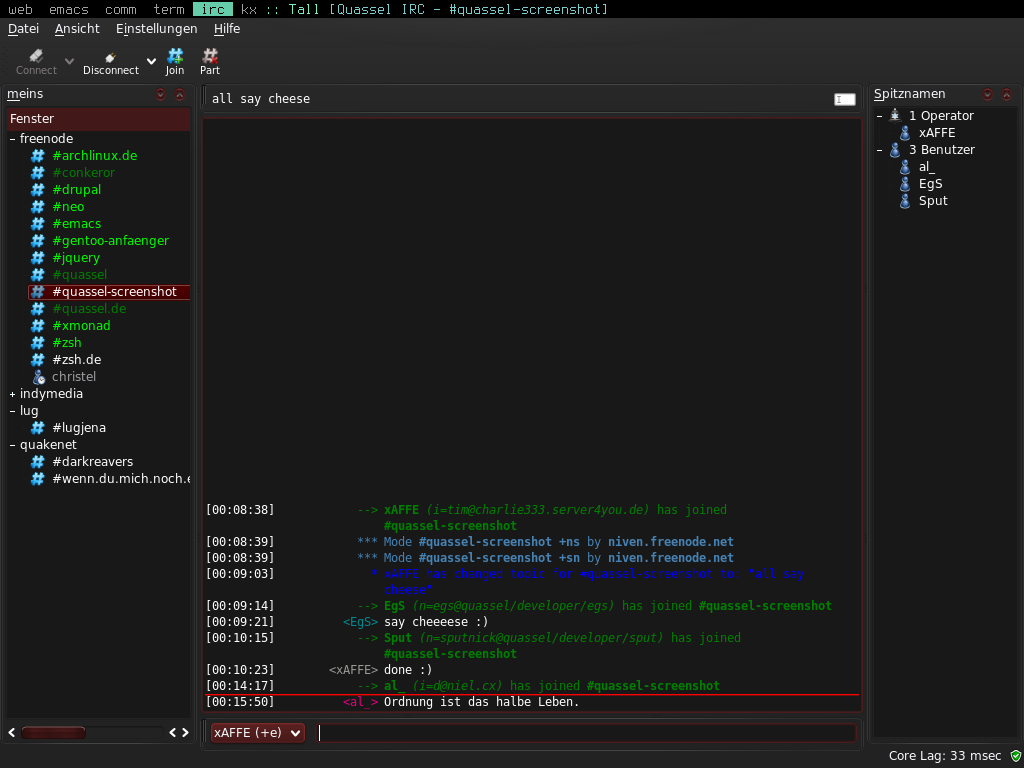
Zrzut ekranu

Quassel IRC (często nazywany również Quassel) – wieloplatformowy klient IRC oparty na frameworku QT4 udostępniany na licencji GPL. Oficjalnie jest dostępny dla systemów Linux, MacOS oraz Windows, jednak powinien działać również na innych platformach, dla których dostępne są biblioteki QT4. Istnieje również mobilna wersja Quassel IRC działająca telefonach oraz PDA opartych na Qtopii. Rozwój mobilnej wersji klienta Quassel był sponsorowany przez Trolltech w ramach programu „Trolltech Qtopia Greenphone Grant Program”.